# 여류기성전 (한국)
여류기성전(女流棋聖戰)은 전북특별자치도 부안군, 한국기원이 주최, 주관하고 전북특별자치도 부안군이 후원하는 대한민국의 여자 바둑 기전이다. 우승 상금은 1,000만원, 준우승 상금은 300만원이다.

## 대회규정
제한시간 각자 20분, 초읽기 40초 3회, 덤 6.5

## 역대 우승자
| 회수 | 연도 | 우승         | 전적 | 준우승 |
| ---- | ---- | ------------ | ---- | ------ |
| 1    | 2006 | 루이나이웨이 | 1-0  | 김세실 |
| 2    | 2007 | 루이나이웨이 | 1-0  | 김혜민 |
| 3    | 2008 | 루이나이웨이 | 1-0  | 김윤영 |
| 4    | 2010 | 김윤영       | 1-0  | 박지연 |
| 5    | 2011 | 루이나이웨이 | 1-0  | 최정   |
| 6    | 2013 | 최정         | 1-0  | 박지은 |